# Warren Oates

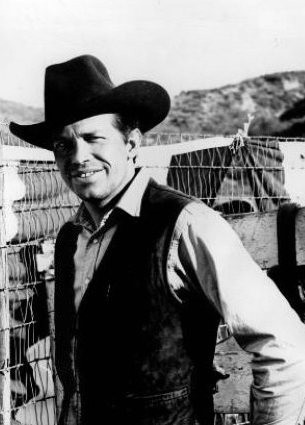
Warren Oates 1963.

Warren Oates, född 5 juli 1928 i Depoy i Muhlenberg County, Kentucky, död 3 april 1982 i Los Angeles, Kalifornien, var en amerikansk skådespelare.

## Biografi
Warren Oates studerade vid University of Louisville, där han provade på att spela teater första gången. 1954 begav han sig till New York, där han hoppades på en karriär på scen och TV, men istället blev han diskare och garderobsvaktmästare på nattklubben "21". Så småningom fick han roller i live-TV-shower och när antalet roller blev mindre for han till Hollywood. Där fick han roller huvudsakligen som skräckinjagande gangster i vilda västernfilmer. 
Han blev dock mer och mer uppmärksammad och visade sig vara en duktig karaktärsskådespelare och fick i början på 1970-talet större och bättre roller; han var en av regissören Sam Peckinpahs favoriter.
Oates dog av en hjärtattack, 53 år gammal.

## Filmografi i urval
- 1960 – The Rise and fall of Legs Diamond
- 1962 – De red efter guld
- 1965 – Sierra Charriba
- 1966 – The Shooting
- 1966 – Sju kommer tillbaka
- 1967 – I nattens hetta
- 1967 – Mannen som red in i Dakota
- 1967 – Cimarron Strip: Så här började det
- 1967 – Cimarron Strip: Nobody
- 1968 – För helvete, Mac!
- 1969 – Det vilda gänget
- 1969 – Lanton Mills
- 1970 – Barquero
- 1970 – Det var en gång en skurk
- 1971 – Det kom en man tillbaka
- 1971 – Fortare än döden
- 1973 – Det grymma landet
- 1973 – Dillinger
- 1973 – Tjuven som kom på middag
- 1973 – Tom Sawyers äventyr
- 1973 – Kid Blue
- 1974 – Jakten på Alfredo Garcias huvud
- 1974 – Cockfighter
- 1974 – The White Dawn
- 1975 – Djävulsrallyt
- 1975 – 32 grader i skuggan
- 1976 – Drum
- 1976 – Gängets hårda hämnd
- 1977 – Sleeping Dogs
- 1978 – Brinks-stöten
- 1978 – China 9, Liberty 37
- 1978 – True Grit: A Further Adventure
- 1979 – 1941 – Ursäkta, var är Hollywood?
- 1979 – My Old Man
- 1981 – Lumparkompisar
- 1981 – Öster om Eden (TV-serie)
- 1982 – Gränsen
- 1982 – The Blue and the Gray
- 1983 – Blue Thunder
- 1983 – Tough Enough